# Jerzy Zdrzałka
Jerzy Zdrzałka (ur. 1 sierpnia 1953 w Piasecznie) – polski ekonomista, menedżer, samorządowiec, były wiceminister budownictwa i finansów.

## Życiorys
Ukończył studia wyższe w Szkole Głównej Planowania i Statystyki w Warszawie. Na tej samej uczelni uzyskał stopień doktora nauk ekonomicznych. Od 1976 do 1997 pracował jako nauczyciel akademicki na tejże uczelni (przemianowanej następnie na Szkołę Główną Handlową). Był doradcą w Najwyższej Izba Kontroli i Ministerstwie Finansów. Od 1991 do 1992 pełnił funkcję podsekretarza stanu i sekretarza stanu w Ministerstwie Gospodarki Przestrzennej i Budownictwa, od lutego do października 1992 był sekretarzem stanu w resorcie finansów.
Po odejściu z administracji rządowej obejmował szereg funkcji w radach nadzorczych i zarządach instytucji finansowych. Był członkiem zarządu i p.o. prezesa zarządu Powszechnego Banku Kredytowego, członkiem zarządu Polskiego Banku Inwestycyjnego. Od 1998 do 1999 pełnił funkcję wiceprezesa zarządu Banku Pekao, przewodniczył radzie nadzorczej KGHM Polska Miedź. W 2000 przez około pół roku kierował zarządem Powszechnego Zakładu Ubezpieczeń. W latach 2001–2003 zajmował stanowisko dyrektorskie w portugalskim BCP. Zasiadał też w kolejnych radach nadzorczych (m.in. Banki Millennium). Od 2006 do 2008 prezesował zarządowi J.W. Construction. Później zajął się działalnością konsultingową.
Na początku lat 90. związany z Porozumieniem Centrum, w 1991 z ramienia komitetu wyborczego tej partii kandydował bez powodzenia do Sejmu. Przez trzy kadencje (do 2002) był radnym miejskim Wesołej, stał też na czele tej rady. Bez powodzenia kandydował do sejmiku mazowieckiego w 2010 z listy Krajowej Wspólnoty Samorządowej i w 2014 z listy Mazowieckiej Wspólnoty Samorządowej. W 2018 wystartował natomiast z ramienia Koalicji Obywatelskiej na radnego Warszawy.
W 2011 prezydent Bronisław Komorowski odznaczył go Krzyżem Kawalerskim Orderu Odrodzenia Polski.